# Gernika Rugby Taldea
El Gernika Rugby Taldea es un club de rugby de la villa de Guernica y Luno, localizada en Vizcaya, España. Actualmente se encuentran en la División de Honor B, la segunda categoría del rugby español.
El campo donde juega como local sus partidos, es el Campo de rugby Urbieta. Sus colores distintivos son el verde y el negro.

## Historia[1]
El Gernika Rugby Taldea fue fundado el 18 de mayo de 1973 por unos entusiastas del deporte del rugby de esta Villa vizcaína, siendo, asimismo, el primer equipo surgido en Vizcaya fuera de Bilbao.
En 1977, el equipo ascendió de categoría. En 1981, vuelve a ascender, esta vez a Primera División Nacional (la actual División de Honor B).
El 14 de mayo de 1983 Guernica y Luno (Vizcaya) acogió el debut de la selección tricolor vasca, en un abarrotado Campo de Santa Lucía, donde País de Gales B triunfó por 3-24.
En la década de los 80 el club experimenta un gran crecimiento, que le hace afianzarse en la segunda categoría, la actual División de Honor B. En la temporada 1983-1984, gana el título de Campeón de Liga de Primera División - Grupo Norte, disputando sin éxito los play-off de ascenso contra los otros tres clubes campeones: CDU Valladolid, C.R. Cisneros (actual Complutense Cisneros) de Madrid y Club Natació Barcelona.
A principios de los años 1990, logra dos hitos para la historia de este club vizcaíno: la consecución en la temporada 1989-1990 del título de Campeón de Primera División Nacional, y el ascenso directo a la máxima categoría del rugby, la División de Honor, en el año 1990; y la participación, por primera vez en su historia en una Final de la Copa del Rey en el año 1991, en la que se enfrentó al equipo del Getxo Artea Rugby Taldea, y que perdió (32-15). Estos éxitos se vieron empañados por el descenso de categoría, en 1993.
En la primera década del siglo XXI, temporada 2005/06, el Gernika R.T. vuelve a ascender y logra afianzarse en la segunda categoría, la División de Honor B. Destaca de manera especial desde esa temporada, pues siempre obtiene plaza entre los cuatro primeros de su Grupo. Además, en las temporadas 2007/08 y la 2008/09 consigue clasificarse para jugar los play-off de ascenso a la máxima categoría, a la vez que se proclama Campeón de División de Honor B y consecuentemente el ascenso directo a la máxima categoría del rugby, la División de Honor. Destaca el hecho, en esta última temporada, que contó todos los partidos por victorias, y logra por segunda vez en su historia el ascenso a la División de Honor 'A', venciendo 37-10 al Atlético Portuense el día 26 de abril de 2009.

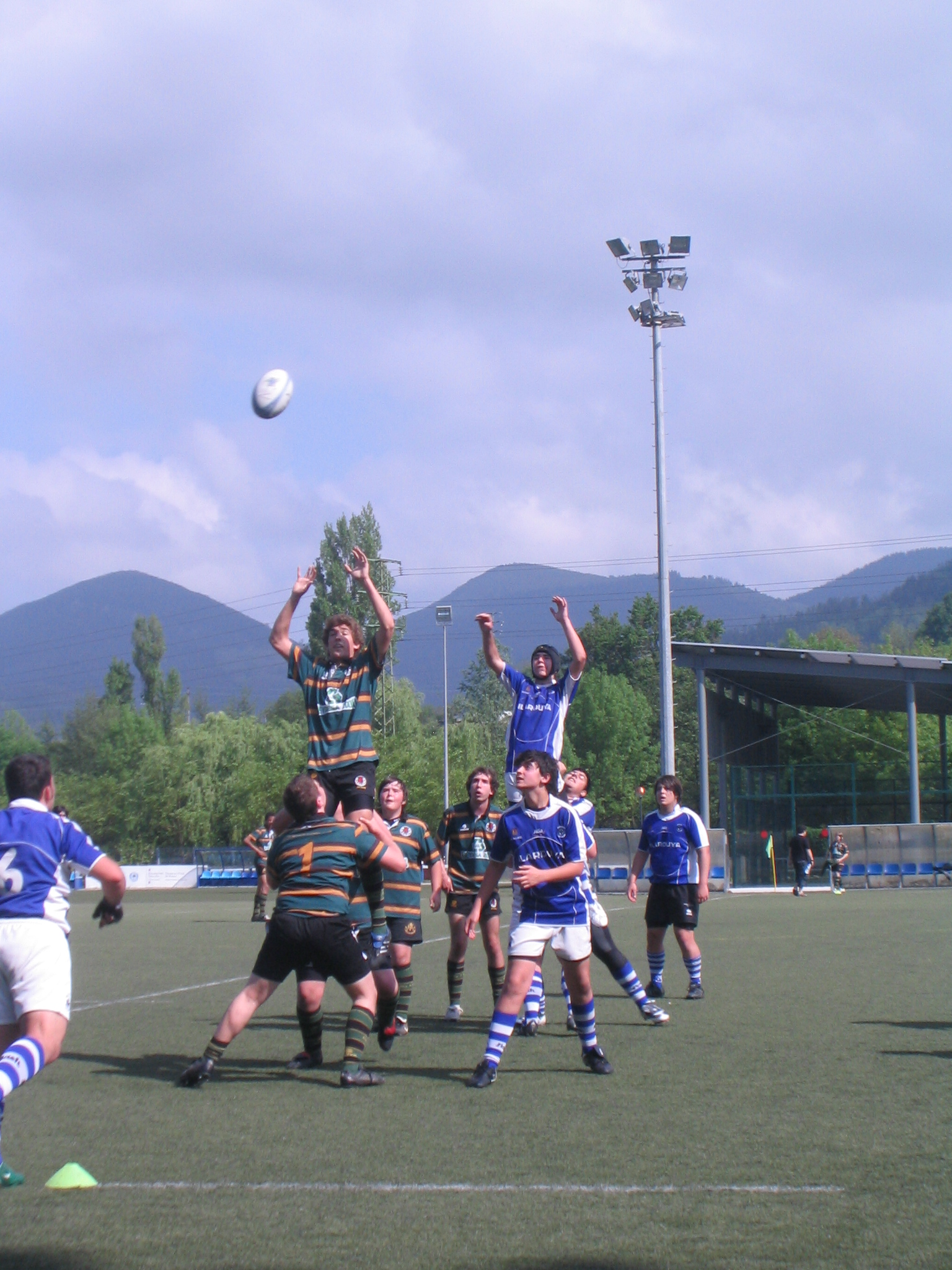
En 2010.

En los últimos cuatro años, desde 2009, milita en la DHA (División de Honor 'A'), siguiendo una trayectoria ascendente, manteniendo su plaza y consolidándola después, llegando a disputar las dos últimas temporadas -2011/12 y 2012/13- los 'play-off' por el título de Campeón de Liga.
Histórica participación del Bizkaia Gernika Rugby Taldea sumando dos victorias en la Amlin Challenge Cup (2012/13). Se convierte, así, en el primer equipo de la Liga DHA estatal que gana dos partidos en una fase de grupos en la competición europea y el primero en lograr una victoria como visitante en Europa.
Bizkaia Gernika RT consciente del abismo que les separa de sus rivales, buscaría plantar batalla en la medida de lo posible y dejar una grata sensación entre sus aficionados. Los rivales de la ‘pool 2’ son :
Femi-CZ VEA Rovigo (Campionato Nazionale D'Eccellenza)
USA Perpignan (TOP 14)
Worcester Warriors (Premiership)
Guernica y Luno entera se preparó para acoger el debut de su equipo de rugby en la Amlin Challenge Cup. El Bizkaia Gernika RT recibía en su estreno en la Amlin Cup a los Worcester Warriors, noveno clasificado de la Aviva Premiership inglesa, un duelo desigual sobre el papel. 
La expectativa que había levantado la participación de los verdinegros en la Amlin Cup era enorme, sin duda un acicate para un equipo consciente de que era la ‘cenicienta’ de su grupo pero que trataría de dejar el pabellón lo más alto posible.
El estreno europeo del club, a punto de cumplir 40 años de su fundación, ya estaba aquí. 
AMLIN CHALLENGE CUP 2012/13 - CALENDARIO y RESULTADOS de la POOL 2
- 13/10/2012 - Bizkaia Gernika RT 5-85 Worcester Warriors (Urbieta)
- 20/10/2012 - USA Perpignan 90–12 Bizkaia Gernika RT (Stade Aimé Giral)
- 08/12/2012 - Bizkaia Gernika RT 13-3 Rugby Rovigo (Urbieta)
- 15/12/2012 - Rugby Rovigo 10-16 Bizkaia Gernika RT (Stadio Mario Battaglini de Rovigo)
- 10-13/01/2013 - Bizkaia Gernika RT 15-50 USA Perpignan (Urbieta)
- 20/01/2013 - Worcester Warriors 71-19 Bizkaia Gernika RT (Sixways Stadium)

08/12/2012 Bizkaia Gernika RT 13 - 3 Rugby Rovigo (Urbieta)
Abrazos, sonrisas, felicitaciones efusivas y rostros plenos de alegría en los jugadores del Bizkaia Gernika RT cuando el árbitro irlandés Wilkinson ha señalado el final del partido. Habían hecho historia. Los basurdes han firmado la primera victoria europea para un equipo vasco de Hegoalde que milita en la División de Honor, derrotando por 13-3 al Rugby Rovigo italiano en un choque tremendamente igualado, pero que al final se decantó del lado gernikarra gracias a su gran trabajo defensivo y al acierto mostrado en ataque, aprovechando al máximo sus oportunidades. Un equipo feliz por haber cumplido el objetivo. 
15/12/2012 Rugby Rovigo 10-16 Bizkaia Gernika RT (Stadio Mario Battaglini de Rovigo)
Una semana después, el Bizkaia Gernika RT volvía a escribir otra página de oro en el libro de historia tanto de su club como del rugby estatal al sumar su segunda victoria en la Amlin Challenge Cup, la segunda competición europea de clubes, ya que el conjunto verdinegro ganó al CZ Femi Rugby Rovigo, esta vez en tierras italianas, por 10-16 en partido de la cuarta jornada de la fase de grupos disputado en el estadio Mario Battaglini.
Una doble gesta que los ‘basurdes’ celebraron por todo lo alto, en el campo y al término de los partidos. El sueño se había hecho realidad.
Formación y promoción del Rugby
Desde sus primeros años, este club se comprometió en la formación y promoción del Rugby en el municipio y las localidades del entorno. Se formó un segundo equipo sénior y otros de categorías inferiores, que juegan en la ligas territoriales vascas. Esta vocación se ha visto recompensada con la consecución de varios títulos en todas las categorías del rugby vasco desde su fundación hasta la actualidad.

## Palmarés
- 4 Campeonatos División de Honor "B": 1983-1984, 1989-1990, 2008-2009 y 2020-2021.
- 1 Subcampeonato de la Copa del Rey: 1991